# Buletinul Comisiunii Monumentelor Istorice
Buletinul Comisiunii Monumentelor Istorice a fost publicația Comisiunii Monumentelor Istorice. A avut o apariție trimestrială. Primul număr a apărut în ianuarie 1908, sub auspiciile Ministerului de Culte și Instrucțiune Publică la Editura Administrației Casei Bisericii. Acesta menționează statutul publicației de „organ oficial” al Comisiunii. Publicația era alcătuită din două părți: partea oficială și partea științifică. 
Partea oficială se ocupa de rapoartele anuale ale Comisiunii, procesele verbale legate de ședințele acesteia și de actele oficiale elaborate de Comisiune. 
Partea științifică era dedicată monografiilor istorice, arhitecturale și artistice ale monumentelor Regatului sau din afara lui ctitorite de domnitorii români, relevee a monumentelor, studii asupra picturii murale, elementelor sculpturale, inscripțiilor, pietrelor tombale, decorațiilor etc. legate de monumentele istorice precum și note bibliografice asupra unor publicații de specialitate.
Primul comitet de redacție a fost alcătuit din Grigore G. Tocilescu, Ioan Kalinderu și arhitecții Grigore Cerchez și Nicolae Gabrielescu.
Între ianuarie 1908 și decembrie 1945 a avut 126 de apariții. Paginile sale au constituit o adevărată arhivă și școală de documentare în domeniul istoric și arhitectural din România, rămânând și la ora aceasta cea mai completă și notabilă sursă de referință cu privire la domeniul istoriei patrimoniului arhitectural românesc.